# 北京地铁11号线
北京地铁11号线连结中国北京市石景山区模式口站至新首钢站，是一条北京地铁的东西向地铁线路。现已开通的一期（西段）全长4.2公里，共设4座车站，2021年12月31日投入运营，模式口站则于2023年12月30日投入运营。因其为北京冬奥的配套工程，故又被称为“冬奥支线”。11号线二期工程现正在规划建设中，自新首钢站向东，计划延伸至丽泽商务区站。远期该线路还将继续向东延伸至通州区。
北京地铁11号线线路标识色为 Pantone 170C 。

## 路线

### 一期（西段）
11号线西段又名冬奥支线，全线位于北京市石景山区，北起模式口站，南至新首钢站。西段线路全长4.2千米，设4座车站，为2022年冬季奥林匹克运动会配套建设项目之一，其中金安桥站至新首钢站区间于2021年12月31日开通试运营，模式口站至金安桥站区间于2023年12月30日开通试运营。11号线西段无车辆基地，列车的停放和维修均在新首钢站东南500米处的站后检修区间进行，全部为地下线。

### 二期（中段）
11号线二期西起石景山区新首钢站，经衙门口向东，沿莲石路沿线敷设，过北京西站后向南，至丽泽商务区后再次转向东，至北京南站后向南抵达丰台区洋桥站。二期规划总长23.8公里，设站17座。
根据2023年国家发改委批复的《北京市轨道交通第三期建设规划》，地铁11号线二期线路为新首钢站至丽泽商务区站，丽泽商务区站以东3座车站未获批复。2024年4月初的招标计划显示11号线二期工程将建设约17.4公里的部分，设站14座。根据2024年7月8日发布的招标公告，11号线二期线路全长约18924米，共设车站14座，已披露的车站暂定名包括衙门口东、吴家村、小瓦窑、万丰路、莲花桥（既有）、马连道、丽泽商务区（既有），体育场南街站则由1号线支线工程代建。
2025年2月18日发布的《北京轨道交通11号线二期、7号线三期、25号线三期、15号线东延、亦庄线与5号线、10号线联络线共5条线路振动噪声影响控制设计招标计划》显示，11号线二期工程将新建首钢车辆段1处。
2025年5月1日，北京市基础设施投资有限公司在其官网公示了11号线二期线路一体化规划方案。11号线二期西起一期终点新首钢站（不含），东至丽泽商务区站。线路主要沿规划二型材南路、人民渠路、莲石东路、鲁谷大街、吴家村路、大成路、莲花池西路、马连道路等道路敷设，全长约18.3公里，均为地下线，共设14座车站。在石景山区设置车辆基地1座，位于新首钢高端产业综合服务区南区内，占地约33.8公顷。5月27日，11号线二期进行第一次环评公示；7月29日，进行第二次环评公示。与第一次环评相比，建设长度略微增长为18.4公里，首钢南区的车辆段改为地下敷设，其他内容则没有变化。

## 历史
- 2006年，11号线最初设计为从万柳到大红门的L形线，与L形的北京地铁10号线一起构成地铁环线。在10号线二期通车形成环线后，11号线规划被取消。
- 2010年1月，石景山区人民政府披露了北京地铁11号线的计划，该线路将穿越首钢集团，并将与4号线和16号线换乘。
- 2019年4月4日，中国铁道科学研究院官网发布《北京市轨道交通第二期建设规划调整环境影响报告书（征求意见稿）》[29][30]，为支撑首钢北区建设及交通出行问题，保障2022年冬奥会及赛后大型活动的大客流疏散，提出新增冬奥支线项目，构建区域内南北骨干线，计划2019年施工，2022年开通。
- 2019年7月9日，中国铁道科学研究院官网发布北京轨道交通11号线西段（冬奥支线）工程环境影响评价第二次公示[31][32]，公布了车辆编组模式与最高运行速度等细节信息。
- 2019年11月13日，地铁11号线西段（冬奥支线）01标工程正式开工[8]。
- 2019年12月5日，11号线西段（冬奥支线）工程环境影响报告书全文公示[33][2]。
- 2020年9月25日，北京市规划和自然资源委员会公布《关于轨道交通11号线西段工程沿线车站命名预案的公示书》，拟将金顶街站改为模式口站，北辛安路站改为北辛安站，首钢站改为新首钢站[34][35]，并于2020年11月18日正式定名。
- 2021年3月23日，北京地铁11号线西段工程首组轨排下洞，铺轨工作正式开始[36]。
- 2021年7月30日，北京地铁11号线西段首列车在河北京车智能制造基地下线[5]。
- 2021年12月31日，11号线金安桥至新首钢段开通运营[9]。
- 2022年1月11日，11号线二期被列为《北京市轨道交通第三期建设规划（2022-2027年）》的10个建设项目之一[37]。
- 2022年7月8日，《北京市轨道交通第三期建设规划（2022-2027年）》环境影响评价第二次公示发布，11号线二期被列为其中的11个建设项目之一。
- 2023年7月31日，11号线西段剩余段开始为期3个月的空载试运行[38]。
- 2023年12月30日，11号线西段剩余段（金安桥—模式口）开通试运营[11]。
- 2024年4月2日，北京市公共资源综合交易系统发布的11号线二期工程勘察和工程设计招标计划显示，11号线二期全长约17.4公里，为全地下线，设14座车站（其中换乘站6座）及1座车辆基地[39]。

## 车站
| 分期                       | 站名[1]        | 里程 （米） | 站间距 （米） | 换乘[2]                         | 行政区   | 开通日期           | 站台设计     | 开门方向                              |
| -------------------------- | -------------- | ----------- | ------------- | ------------------------------- | -------- | ------------------ | ------------ | ------------------------------------- |
| 一期 冬奥支线              | 模式口         | 0           | 0             |                                 | 石景山区 | 2023年12月30日     | 地下侧式站台 | 右侧（新首钢方向） 左侧（模式口方向） |
| 一期 冬奥支线              | 金安桥         | 1366        | 1366          | 6号线 S1线                      | 石景山区 | 2021年12月31日     | 地下岛式站台 | 左侧                                  |
| 一期 冬奥支线              | 北辛安         | 2216        | 850           |                                 | 石景山区 | 2021年12月31日     | 地下岛式站台 | 左侧                                  |
| 一期 冬奥支线              | 新首钢         | 2905        | 689           | 不適用                          | 石景山区 | 2021年12月31日     | 地下岛式站台 | 左侧（模式口方向） 右侧（新首钢方向） |
| 二期                       | 型材           |             |               | 不適用                          | 石景山区 | 招標中             | 地下岛式站台 | 左侧                                  |
| 二期                       | 锅炉厂南路     |             |               | 不適用                          | 石景山区 | 招標中             | 地下岛式站台 | 左侧                                  |
| 二期                       | 11号线衙門口西 |             |               | 不適用                          | 石景山区 | 招標中             | 地下岛式站台 | 左侧                                  |
| 二期                       | 衙門口西       |             |               | 1号线                           | 石景山区 | 招標中             | 地下岛式站台 | 左侧                                  |
| 二期                       | 衙門口東       |             |               | 城市副中心线                    | 石景山区 | 招標中             | 地下岛式站台 | 左侧                                  |
| 二期                       | 魯谷大街       |             |               | 不適用                          | 石景山区 | 招標中             | 地下岛式站台 | 左侧                                  |
| 二期                       | 吳家村         |             |               | 不適用                          | 豐臺区   | 招標中             | 地下岛式站台 | 左侧                                  |
| 二期                       | 小瓦窯         |             |               | 不適用                          | 豐臺区   | 招標中             | 地下岛式站台 | 左侧                                  |
| 二期                       | 青塔           |             |               | 不適用                          | 豐臺区   | 招標中             | 地下岛式站台 | 左侧                                  |
| 二期                       | 萬豐路         |             |               | 不適用                          | 豐臺区   | 招標中             | 地下岛式站台 | 左侧                                  |
| 二期                       | 蓮花橋         |             |               | 10号线                          | 海淀区   | 招標中             | 地下岛式站台 | 左侧                                  |
| 二期                       | 北京西站       |             |               | 7号线 9号线                     | 豐臺区   | 招標中             | 地下岛式站台 | 左侧                                  |
| 二期                       | 馬連道         |             |               | 不適用                          | 豐臺区   | 招標中             | 地下岛式站台 | 左侧                                  |
| 二期                       | 麗澤商務區     |             |               | 14号线 16号线 25号线 大兴机场线 | 豐臺区   | 招標中             | 地下岛式站台 | 左侧                                  |
| 二期                       | 菜户营桥东     |             |               | 不適用                          | 豐臺区   | 未获国家发改委批复 |              |                                       |
| 二期                       | 北京南站       |             |               | 4号线 14号线                    | 豐臺区   | 未获国家发改委批复 |              |                                       |
| 二期                       | 洋橋           |             |               | 不適用                          | 豐臺区   | 未获国家发改委批复 |              |                                       |
| ↓規劃三期至五方橋東        |                |             |               |                                 |          |                    |              |                                       |
| 注释                       |                |             |               |                                 |          |                    |              |                                       |
| 1 斜体标示的换乘尚未启用。 |                |             |               |                                 |          |                    |              |                                       |

### 换乘站

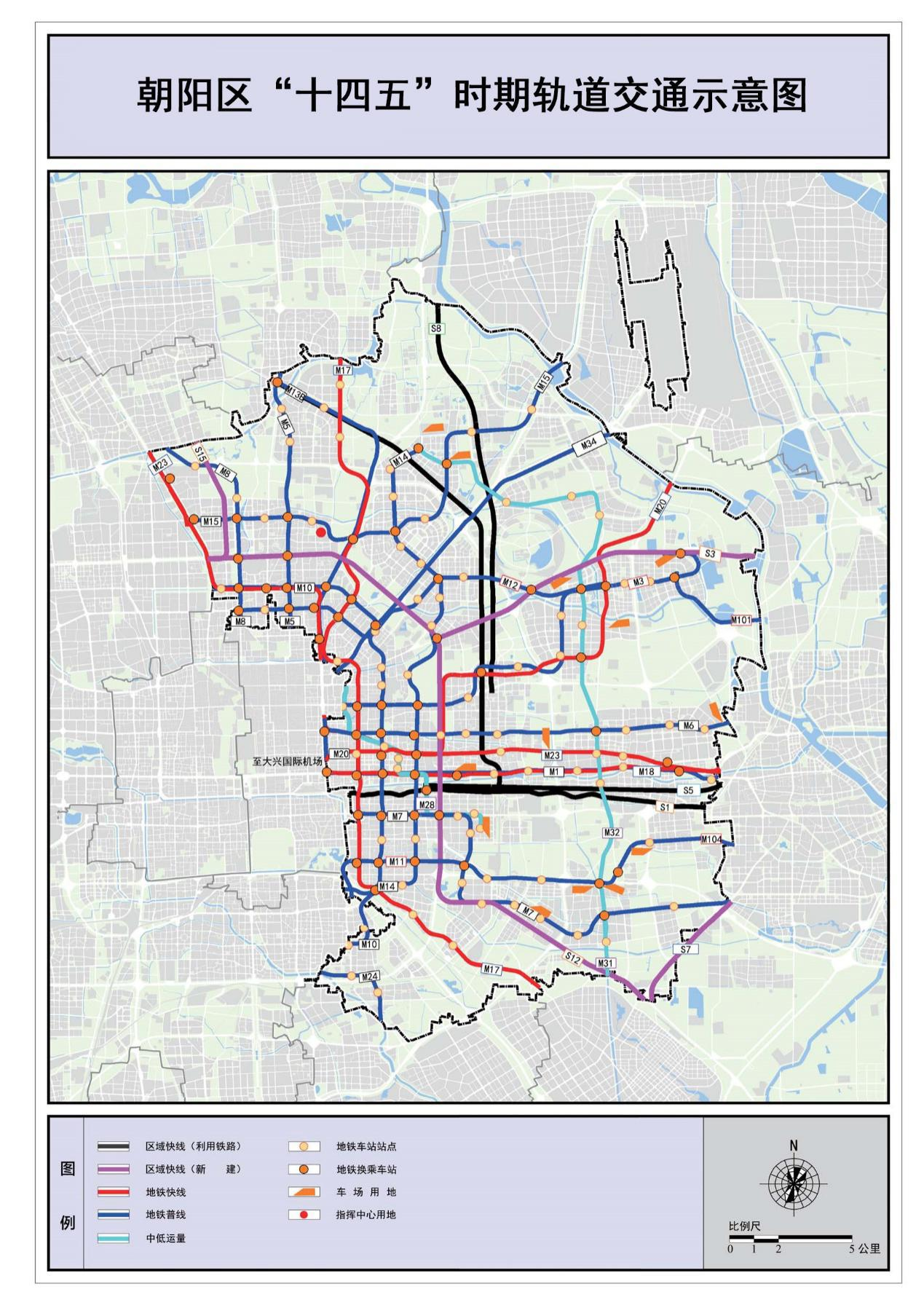
朝阳区“十四五”时期轨道交通示意图显示，东侧与连接。

11号线西段有换乘车站1座，在金安桥站可换乘6号线、S1线。

## 使用车辆
11号线初期运营采用4节编组的A型车，由北京轨道交通技术装备集团旗下负责新造车辆生产的子公司——河北京车轨道交通车辆装备制造，含雪花图案设计的LED灯，远期采用4节/6节编组的A型车，车辆最高运行速度为100 km/h。
11号线采用的列车外表使用蓝色车门及白色车身，内饰则亦以白色及蓝色色调为主。值得一提的是，车内电子地图屏上显示的11号线标识色为与2号线相近的深蓝色，并非11号线站内标识的西柚色（#FF8674）。

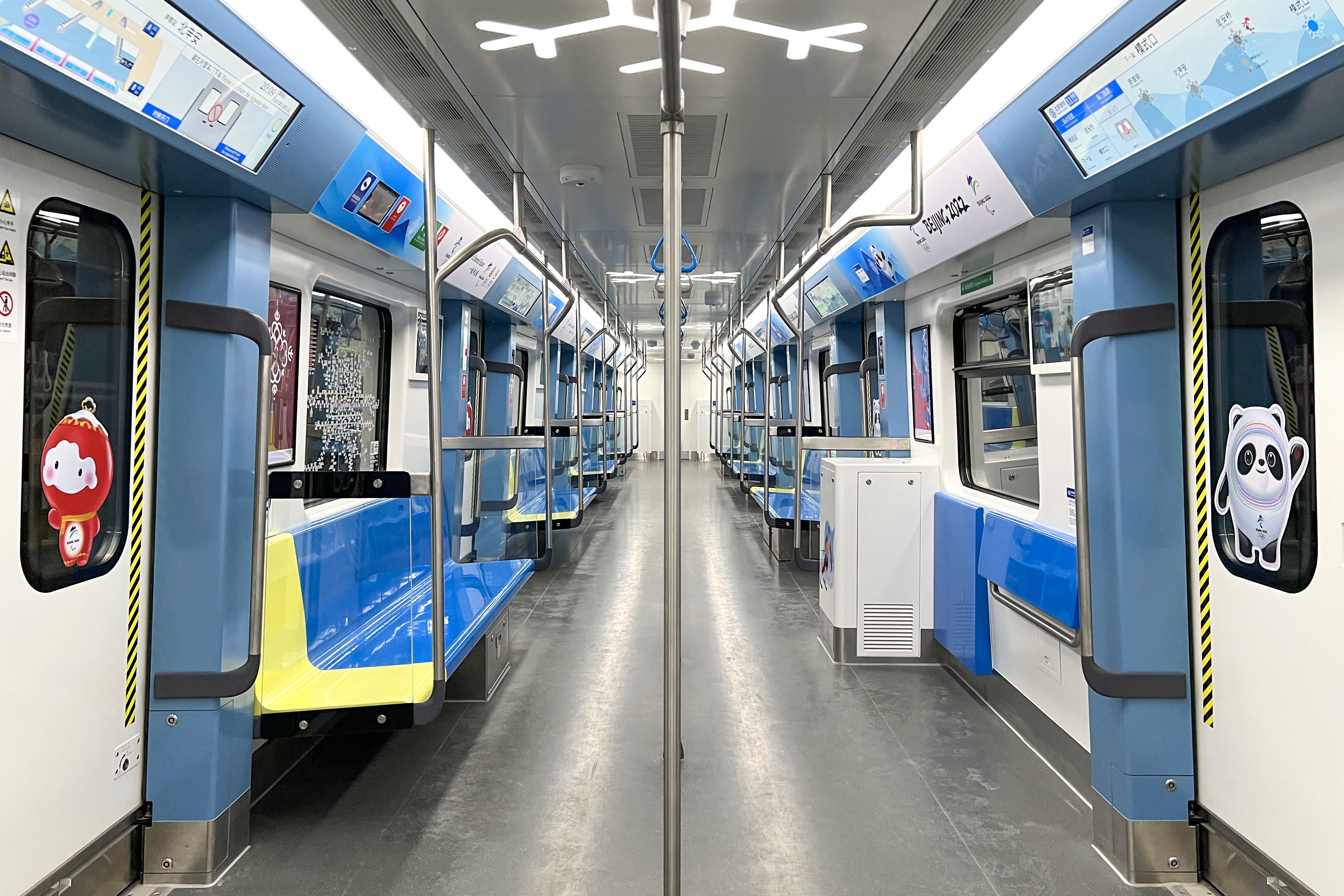
先头车客室内部
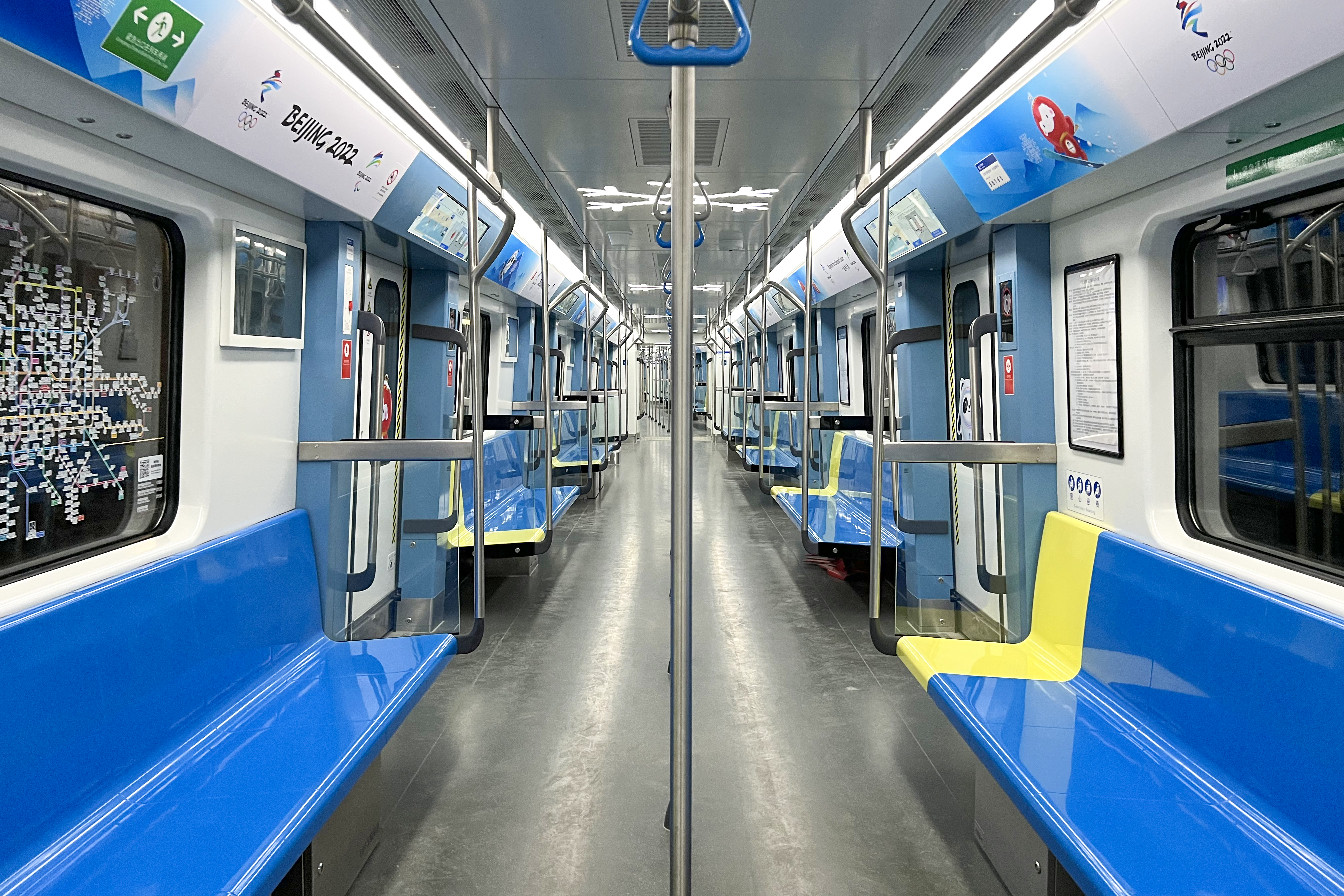
中间车客室内部

## 未來發展

### 三期
11号线远期将自丽泽商务区继续向东延伸至五方桥东，与 █ 城市副中心M104线相连；并具备贯通运营条件。